# Ludvigsborg
Ludvigsborg is een plaats in de gemeente Hörby in Skåne de zuidelijkste provincie van Zweden. De plaats heeft 743 inwoners (2005) en een oppervlakte van 114 hectare.

## Verkeer en vervoer
Langs de plaats loopt de Riksväg 13.
De plaats had vroeger een station aan de Östra Skånes Järnvägar.